# SAGA国際法律事務所
SAGA国際法律事務所（英: SAGA ASIA Consulting Co., Ltd.）は、ミャンマーの法律事務所である。2015年3月、日本の弁護士である堤雄史が設立した。

## 概要
ミャンマーにおける法律関連業務（契約書作成、法令調査、紛争解決、M&A）、会社設立、翻訳、調査業務、商標登録などを取り扱う事務所である。弁護士は日本人とミャンマー人が中心である。
堤は2012年よりミャンマーに常駐しており、ミャンマーに常駐する日本国弁護士の中では最もミャンマーの常駐期間が長い弁護士である。